# 山谷女孩
山谷女孩（英语：Valley girl，或簡稱Val）起源於1970年代起對美國洛杉磯圣费尔南多谷地區富裕中產階級市郊住宅區年輕女性的別稱，一般被如此稱呼的女人都是外表給人感覺愚笨，打扮誇張及喜歡購物的金髮姑娘。Val的群體中存在著一種特別的美式英語方言 - Valspeak，都是用簡單的單字以強調句子的語氣。

## 註解
1. ↑  . Urban Dictionary.   [2011-05-30]. （原始内容存档于2010-02-17）.